# 여호수아 (육상 선수)
여호수아(呂호수아, 1987년 4월 5일 ~ )는 단거리를 주종목으로 하고있는 대한민국의 육상선수다. 2014년 인천 아시안 게임 남자 200m 결승에서 20초82를 기록해 동메달을 기록했다.  1986년 서울 아시안 게임에서 장재근이 이 종목에서 금메달을 딴 이후 28년 만에 나온 메달이다. 10월 2일 인천 아시안 게임 육상 마지막날 벌어진 남자 4x400m 릴레이 결승에서는 마지막 주자로 출전해 결승지점에서 2위로 달리던 사우디팀을 극적으로 제치며 은메달을 획득했다. 사우디와 3:04.03초로 동타로 골인했지만 비디오분석을 통해 여호수아의 어깨가 먼저 들어온것으로 확인됐다. 이로써 1994년 히로시마 아시안게임 이진일에 이어 동일 아시안게임 2개 이상의 메달을 건 한국 육상 선수가 됐다.

## 학력
- 인천체육고등학교
- 성결대학교

## 수상
- 2009년 제63회 전국육상경기선수권대회 남자 200m 1위
- 2009년 제5회 동아시아경기대회 육상 남자 200m 1위
- 2010년 제39회 전국종별육상경기선수권대회 남자 일반부 100m,200m 1위
- 2010년 제91회 전국체육대회 육상 남자 일반부 100m  1위
- 2011년 제92회 전국체육대회 육상 남자 일반부 100m,200m 1위
- 2013년 제42회 전국종별육상경기선수권대회 남자 일반부 100m 1위
- 2013년 제94회 전국체육대회 육상 남자일반부 100m,200m 1위
- 2014년 제17회 인천 아시안 게임 육상 남자 200m 동메달
- 2014년 제17회 인천 아시안 게임 육상 남자 4X400m 계주 은메달
- 2014년 육상경기연맹 최우수선수상